# Sami Frey
Samuel Frei, lepiej znany jako Sami Frey (ur. 13 października 1937 w Paryżu) − francuski komik i aktor pochodzenia polsko-żydowskiego.

## Życiorys

### Wczesne lata
Jest synem żydowskich emigrantów z Polski. Jego rodzice zmarli w obozie po deportacji przez nazistów w czasie II wojny światowej. Według słów Brigitte Bardot (której to podobno powiedział) w czasie akcji deportacyjnej został ukryty w koszu na bieliznę do prania. W rzeczywistości zawdzięcza swoje przetrwanie babci Chayi Wolf, u której się schronił podczas aresztowania matki. Opuścił Paryż z dziadkiem Chraïmem i obaj po wielu wędrówkach dotarli pod koniec 1943 do Rodez, gdzie mieszkał jego wujek Marcel Gassouk i ciotka Françoise Wolf. Pozostał tam aż do swojej pełnoletniości. Jako nastolatek rozpoczął studia na Cours Simon.

### Kariera
W wieku 18 lat pojawił się w pierwszym filmie Napoleon (1955) z Michèle Morgan, Marią Schell, Jeanem Marais, Serge Reggianim i Jeanem Gabinem. Rok potem Robert Hossein zaangażował go do niewielkiej roli w filmie Wybacz nasze winy (Pardonnez nos offenses, 1956) u boku Mariny Vlady. Po występach w kilku sztukach, stał się rozpoznawalny dzięki roli Gilberta Telliera, kochanka Dominique Marceau (Brigitte Bardot) we francusko-włoskim dramacie Henriego-Georges’a Clouzota Prawda (La Vérité, 1960). Potem grał w filmach Rogera Vadima Siedem grzechów głównych (Les Sept péchés capitaux, 1961), Agnesa Vardy Cleo od piątej do siódmej (Cleo de 5 a 7, 1962) czy Jean-Luca Godarda Amatorski gang (Bande á part, 1964).
W latach 1966–1968 brał udział w wielu przedstawieniach wystawianych w Théâtre Antoine-Simone-Berriau przez Claude’a Régy i przyczynił się do objawienia we Francji współczesnego teatru angielskiego Harolda Pintera.
Za rolę francuskiego poety, dramaturga i teoretyka Antonina Artauda w dramacie W towarzystwie Antonina Artauda (En compagnie d’Antonin Artaud, 1993) otrzymał nagrodę Złotego Bayarda na festiwalu filmów francuskojęzycznych w Namur.
W 2015 roku, można go było zobaczyć w roli księdza de Hambye'a w filmie Marguerite i Julien (Marguerite et Julien) obok Jérémie'go Elkaïma, podczas części oficjalnej selekcji festiwalu w Cannes.

## Filmografia
- 1958: Niebezpieczne gry (Les Jeux dangereux) jako Arpia
- 1959: Nocny łowca (La nuit des traqués) jako Vicky
- 1960: Prawda (La Vérité) jako Gilbert Tellier
- 1961: Młodość na noc (Jeunesse de nuit/Gioventù di notte) jako
- 1961: Siedem grzechów głównych (Les Sept péchés capitaux) jako Kochanek (segment „Pycha”)
- 1962: Cleo od piątej do siódmej (Cleo de 5 a 7) jako Le croque-mort
- 1962: Thérèse Desqueyroux jako Jean Azevedo
- 1964: Amatorski gang (Bande á part) jako Franz
- 1964: Słabość umysłu (La Costanza della ragione) jako Bruno
- 1965: Kim jesteś, Polly Maggoo? (Qui êtes-vous, Polly Maggoo?) jako książę Igor
- 1966: Angelika i król (Angélique et le roy) jako Bachtiary Bey
- 1971: Małżonkowie roku drugiego (Les Maries de l'an deux) jako markiz de Geron
- 1972: Paulina 1880 jako Cirillo Pandolfini
- 1972: Cezar i Rozalia (César et Rosalie) jako David
- 1974: Słodki film (Sweet Movie) jako Macho
- 1982: Śmiertelny wyścig (Mortelle randonnée) jako Ralph Forbes
- 1984: Mała doboszka (The Little Drummer Girl) jako Khalil
- 1984: Relacje rodzinne (La vie de famille) jako Emmanuel
- 1986: Czarna wdowa (Black Widow) jako Paul Nuytten
- 1988: Kamień filozoficzny (L'Œuvre au noir) jako Prieur des Cordeliers
- 1988: Wojna i pamięć (War and Remembrance; miniserial) jako Avram Rabinovitz
- 1990: Afrykanka (L'Africana) jako Victor
- 1992: Głos (La Voix) jako Gilles
- 1994: W towarzystwie Antonina Artauda (En compagnie d’Antonin Artaud) jako Antonin Artaud
- 1994: Córka d’Artagnana (La Fille de d’Artagnan) jako Aramis
- 1995: Miłość małżeńska (L’Amour conjugal) jako Nathan Le Cerf
- 1996: Kłamcy (Les Menteurs) jako Marcus Dourmer
- 2000: Aktorzy (Les Acteurs) w roli samego siebie
- 2004: Anthony Zimmer jako Akerman
- 2006: Reżyser ceremonii ślubnych (Il Regista di matrimoni) jako Principe di Gravina
- 2008: Nuit de chien jako Barcala